# El empantanado
El empantanado es una película colombiana de 2016 dirigida por Felipe Echavarría y protagonizada por Diego Cadavid, Paola Mendoza, Mark Schardan y Jeanine Mason.

## Sinopsis
Juan Gaviria es un periodista que logra escapar tras estar tres años secuestrado por la guerrilla. Cuando trata de retornar a su vida habitual, se encuentra con una realidad distorsionada y no se siente cómodo entre los suyos. Se va de vacaciones a la Florida para tratar de escapar de esta situación, pero allí las cosas no serán mejores.

## Reparto
- Diego Cadavid es Juan Ignacio Gavaria.
- Paola Mendoza es Andrea Gaviria.
- Mark Schardan es Daniel Bovard.
- Jeanine Mason es Heili.
- Carolina Londoño es Cindy.
- Tom Nowicki es Edward.
- Andrea Conte es Vivienne.